# مقبره بی‌بی عزیزه
بقایای مقبره و آب انبار بی بی عزیزه مربوط به سده‌های متاخر دوران‌های تاریخی پس از اسلام است و در شهرستان استهبان، بخش مرکزی، دهستان ایج، ۲ کیلومتری جنوب روستای درب امامزاده، دامنه شرقی کوه نیدو واقع شده و این اثر در تاریخ ۱۸ شهریور ۱۳۸۷ با شمارهٔ ثبت ۲۳۴۵۷ به‌عنوان یکی از آثار ملی ایران به ثبت رسیده است.